# Conseil d'État de la république démocratique du Congo
Pour les articles homonymes, voir Conseil d'État.
Le Conseil d'État est la plus haute juridiction de l’ordre administratif en république démocratique du Congo. Consacré dans l’article 154 de la Constitution qui dispose : « Il est institué un ordre de juridictions administratives composé du Conseil d’État et des Cours et Tribunaux administratifs. », le Conseil d’État a été créé par Ordonnance présidentielle en juin 2018,. Il dispose du pouvoir général de disposition, de gestion, de surveillance, d’inspection et de rapportage de l’ensemble des juridictions de l’ordre administratif.
Le siège du Conseil d’État est situé à Kinshasa, capitale de la république démocratique du Congo, et son ressort s’étend sur l’ensemble du territoire national.

## Organes
Les organes du Conseil d’État disposent de certains pouvoirs d’ordre administratif sur l’ensemble des juridictions de l’ordre administratif. Le Conseil d’État est composé d’un Premier Président, des Présidents et des Conseillers. La section consultative, constituée de trois chambres reparties selon les matières, compte plusieurs magistrats dont le Président de section, les Présidents des chambres et les Conseillers, tous expressément désignés et y sont affectés par décision du Premier Président du Conseil d’État. La section du contentieux, constituée de six chambres reparties selon les matières, compte plusieurs magistrats dont le Président de section, les Présidents des chambres et les Conseillers, tous expressément désignés et y sont affectés par décision du Premier Président du Conseil d’État.

### Premier Président
Le Premier Président du Conseil d’État est l’autorité hiérarchique au sommet de toutes les juridictions de l’ordre administratif. Il veille au bon fonctionnement du Conseil d’État et de toutes les autres juridictions de l’ordre administratif. Il communique directement avec les chefs des autres juridictions de l’ordre administratif, avec ceux des juridictions de l’ordre judiciaire et avec celui de la Cour constitutionnelle pour les questions concernant les juridictions de l’ordre administratif en général et le Conseil d’État en particulier. Il communique également avec les autorités administratives pour les mêmes questions.

### Présidents des sections
Chacune de deux sections du Conseil d’État est dirigée par un Président, désigné, suspendu, relevé de sa fonction et, le cas échéant, remplacé par décision du Premier Président. Lorsqu’ils sont relevés de leur fonction à titre définitif, par décision du Premier Président du Conseil d’État, les anciens Présidents des sections peuvent, sur décision du Premier Président du Conseil d’État et selon les disponibilités, bénéficier des mêmes avantages que ceux prévus pour les Présidents des sections en exercice. Le Président de section répartit entre les chambres les affaires qui lui sont confiées par le Premier Président du Conseil d’État, en veillant au traitement rapide et optimal des dossiers, et en fait rapport au Premier Président.

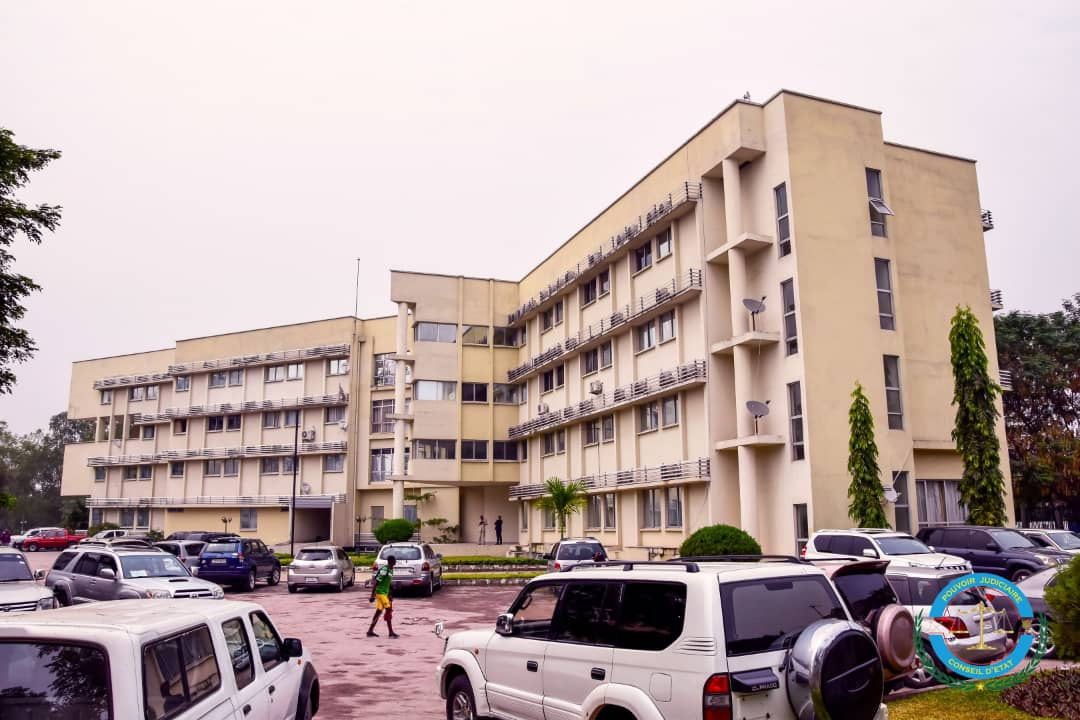
Siège du Conseil d'État, nouveau Palais de justice de Kinshasa

### Présidents des chambres
Les chambres de chaque section du Conseil d’État, 9 au total, sont dirigées par des Présidents, désignés, suspendus, relevés de leurs fonctions et, le cas échéant, remplacés par décision du Premier Président. Chaque Président de chambre assure l’exécution de toutes les décisions du Premier Président ou du Président de section au sein de sa chambre. Il peut présider une composition, et conduire les audiences consacrées à l’examen des affaires confiées à cette composition, sauf si ces audiences doivent être dirigées par un autre magistrat désigné Président de la composition. Le Président de chambre veille à l’indépendance et à l’impartialité des magistrats de chaque composition.

### Conseillers au Conseil d’État
Les Conseillers au Conseil d’État sont affectés, réaffectés et, le cas échéant, remplacés au niveau des chambres du Conseil d’État par décision du Premier Président. Ils font partie de la composition.

### Services administratifs
- Pour sa gestion administrative, le Conseil d’État est doté des services administratifs et techniques ci-après ;
- Le cabinet du Premier Président ;
- Les cabinets des Présidents de deux Sections, incluant ceux rattachés aux Présidents des Chambres et à tous les autres magistrats du Conseil d'État ;
- Le greffe ;
- Les autres services, notamment la Cellule administrative et financière, la Cellule de recherches et documentation et la Cellule des Nouvelles technologies de l'information et de la communication.

### Le greffe
Le greffe du Conseil d’État comprend un Greffier en chef, des greffiers principaux, des greffiers divisionnaires, des greffiers et des huissiers. Ils exercent leurs fonctions conformément aux lois et règlements de la République. Le greffe est chargé de recevoir et d’enrôler les affaires dont le Conseil d’État est saisi. Il reçoit toutes les pièces des parties en demande comme en défense. Il signifie les requêtes, réquisitoires, mémoires et autres exploits. Les Greffiers et huissiers relèvent du statut des agents de carrière des services publics de l’État. Le Greffier en chef remplit, avec célérité et professionnalisme, les devoirs qui lui incombent. Il est chargé du maintien de l’ordre au sein du greffe du Conseil d’État. Il repartit les tâches aux responsables des greffes et coordonne les activités de ces derniers.

## Compétences
Les compétences du Conseil d’État résultent des dispositions des articles no 149 et 155 de la Constitution, puis no 45 à 51 et 75 à 93 de la Loi organique no 016/027 du 15 octobre 2016 portant organisation, compétence et fonctionnement des juridictions de l’ordre administratif. Ces compétences sont consultatives et contentieuses. En matière consultative, le Conseil d’État statue, selon le cas, soit par voie d’avis motivés, soit par voie de rapports ou de publications. En matière consultative, la régularité juridique comprend, dans l’ordre, la conformité : à la Constitution, aux traités et accords internationaux dûment ratifiés par la république démocratique du Congo, aux lois votées par le Parlement, aux règlements autonomes et aux règlements d’exécution nationaux, aux édits adoptés par les Assemblées provinciales, à la coutume applicable conformément à la Constitution, et enfin aux principes généraux de droit. En matière contentieuse, le Conseil d’État peut résoudre un litige par voie d’un arrêt tranchant d’autorité le conflit entre parties, ou par voie d’un arrêt d’expédiant constatant un accord intervenu entre parties à la suite d’une médiation ou d’une conciliation. En tant que juridiction suprême de l’ordre administratif, le Conseil d’État statue définitivement et tranche, soit en premier et dernier ressort, soit en appel, soit en cassation et par voie d’autorité, les litiges opposant les parties et relevant de sa compétence.